# ليونتيوس تراتو
ليونتيوس تراتو (باليونانية: Λεόντιος Τράττος)‏ (مواليد 11 فبراير 1973) حكم كرة قدم قبرصي.